# Giannicola di Paolo
Giannicola di Paolo (noto anche come Giannicolò da Perugia o Giannicola Manni o Giovanni Nicolò Manni) (Perugia, 1460 circa – 1544) è stato un pittore italiano, una delle personalità più indipendenti fra gli allievi di Pietro Perugino.

## Biografia

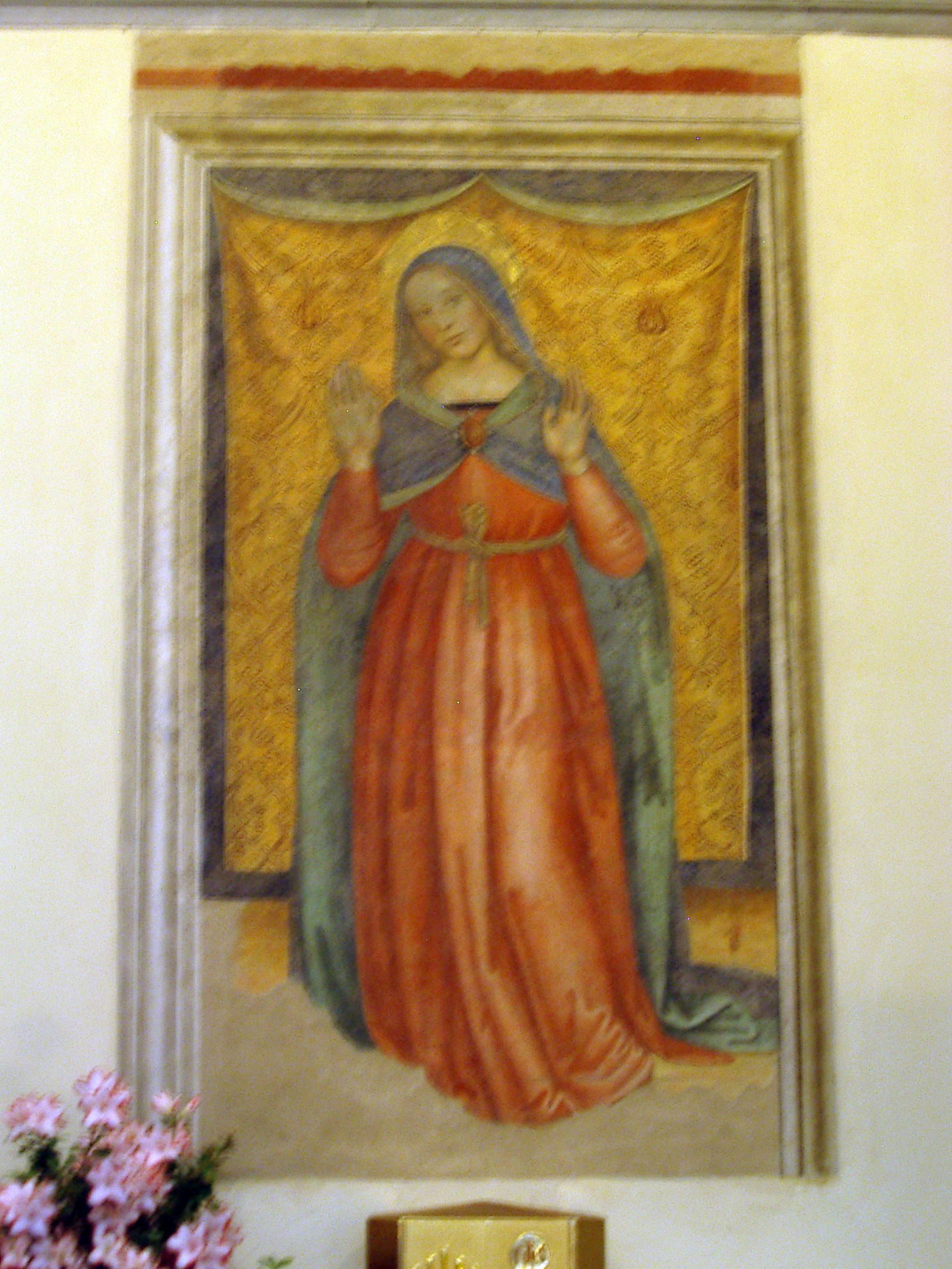
Vergine Maria, affresco attribuito a Giannicola di Paolo, Chiesa di Sant'Agostino, Perugia

Era un pittore affermato e conosciuto nel 1493, quando era ancora collaboratore del Perugino; nel 1506 realizza la Pala di Ognissanti, ora alla  Galleria Nazionale dell’Umbria di Perugia, delicata opera dove dimostra di aver appreso la lezione del suo maestro, anche se vi sono alcune dirette influenze dovute al Pinturicchio.
Realizzando nel 1512 la pala che raffigura la Madonna con quattro Santi, eseguita per la chiesa di Santa Maria Nuova di Perugia, ma ora al Museo del Louvre di Parigi, si stacca dai modelli del maestro per avvicinarsi allo stile di Signorelli, di Raffaello, di Mariotto e di Fra Bartolomeo.
L'opera di maggior impegno è la decorazione della Cappella del Cambio, con Storie di Giovanni Battista, ed anche la pala d'altare su tavola: la realizzazione dell'opera si protrasse dal 1511 al 1528 e dimostra le mutevoli curiosità e le sperimentazioni di Giannicola, che trovò ispirazioni via via in Michelangelo, nel Raffaello del periodo romano, nel Sodoma e nel Pacchia, ma anche con fantasiose caratterizzazioni che ricordano pittori eccentrici come Amico Aspertini e Gian Francesco Bembo.
Il suo Martirio di San Lorenzo del 1513 è conservato nel Museo dell'Opera del Duomo di Perugia.